# Pemphigonotus brunneus
Pemphigonotus brunneus är en tvåvingeart som beskrevs av Malloch 1931. Pemphigonotus brunneus ingår i släktet Pemphigonotus och familjen fritflugor. Inga underarter finns listade i Catalogue of Life.